# Breakbot
 (février 2024).
Si vous disposez d'ouvrages ou d'articles de référence ou si vous connaissez des sites web de qualité traitant du thème abordé ici, merci de compléter l'article en donnant les références utiles à sa vérifiabilité et en les liant à la section « Notes et références ».
Breakbot, de son vrai nom Thibaut Berland, est un DJ et compositeur de musique électronique français né le 5 octobre 1981 dans les Yvelines produit par le label français Ed Banger Records.

## Biographie

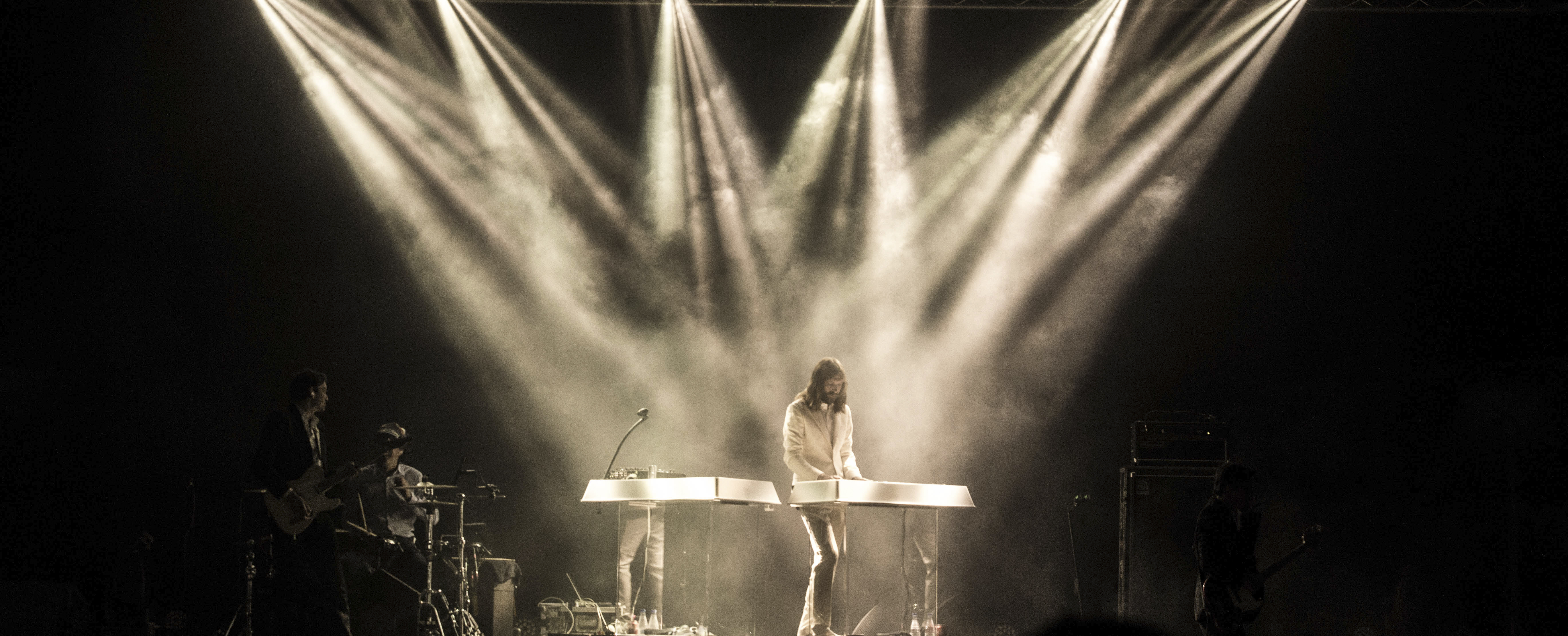
Breakbot au Festival Internacional de Benicàssim de 2016

Proche du groupe Justice, il a remixé leur morceau Let There Be Light et a collaboré au graphisme de l'artwork de l'album du groupe.
En 2005, il réalise un court métrage d'animation intitulé Overtime avec Oury Atlan et Damien Ferrie dans le cadre de ses études à Supinfocom Valenciennes.
En 2007, il sort son premier EP Happy Rabbit avec le label londonien Moshi Moshi Records.
En mai 2009, il est annoncé qu'il rejoint le label Ed Banger Records.
À la suite de son arrivée au label Ed Banger Records, Breakbot sort son deuxième maxi intitulé Baby I'm Yours EP. Maxi bien reçu par le public, notamment grâce au clip du morceau "Baby I'm Yours" réalisé par sa petite amie Irina Dakeva et grâce au featuring d'Irfane, chanteur du groupe Outlines.
Du 30 août au 3 septembre 2010, son titre Baby I'm Yours devient la musique du coming-next de l'émission Le Grand Journal sur Canal+ et elle apparaîtra aussi dans le film "Polisse" de Maiwenn sorti en 2011, ainsi que dans le film "Les Tuche". En novembre 2010, le titre Penelope Pitstop ainsi que son remix de Pnau Baby apparaît dans la bande son de Gran Turismo 5 sur PlayStation 3.
En 2011, il réalise notamment un titre pour la compilation d'Ed Banger Records Let The Children Techno nommée "SHADES OF BLACK".
Il sort ensuite son nouveau single le 25 avril: Fantasy.
Ce titre devient alors la musique du coming-next de l'émission Le Grand Journal sur Canal+ durant le Festival de Cannes.
En 2012, Breakbot poste un tweet annonçant la production de son premier album. Le 13 avril 2012, Ed Banger Records révèle le titre de l'album, By Your Side, ainsi que la face B d'un single de cet album, Programme. Lors du festival de Coachella en 2012, Breakbot, avec son ami Irfane, dévoile un nouveau morceau de son album, intitulé One Out Of Two, qui en est le premier single. Cette chanson a été la coming-next du Grand Journal de la chaîne Canal+ durant le Festival de Cannes 2012. En septembre 2012, Breakbot présente le deuxième single de son album, "Another Dawn", quelques jours avant la sortie de By Your Side. Celui-ci sort finalement en France le lundi 17 septembre 2012.
À partir de 2012, un morceau de son album intitulé Break of Dawn sert de générique à l'émission "Le Potager des Princes" de la chaîne Campagnes TV.
Ensemble, à la suite de la sortie de By Your Side, Breakbot et Irfane sont de tous les plateaux de télévision et de radio, notamment le Laura Leishmann Project du Mouv' et Taratata avec Nagui.
En 2015, il publie Get Lost et Back for More, annonçant ainsi l'arrivée imminente d'un album. La sortie du troisième extrait de l'album 2Good4Me a eu lieu en janvier 2016.
Son deuxième album, Still Waters, sort le 5 février 2016 chez Ed Banger Records.
En 2021, il co-produit huit morceaux du deuxième album de Clara Luciani intitulé Cœur.
Le dimanche 8 septembre 2024, il apparaît lors de la cérémonie de clôture des Jeux Paralympiques au stade de France, à la suite de Jean-Michel Jarre.

## Discographie

### Singles
| Année | Single                         | Meilleure position | Certification | Album        |
| Année | Single                         | France             | Certification | Album        |
| ----- | ------------------------------ | ------------------ | ------------- | ------------ |
| 2011  | Fantasy (feat. Ruckazoid)      | 38                 |               | By Your Side |
| 2011  | Baby, I'm Yours (feat. Irfane) | 19                 |               | By Your Side |
| 2012  | One Out of Two (feat. Irfane)  | 45                 |               | By Your Side |
| 2012  | Break Of Dawn                  | 117                |               | By Your Side |
| 2016  | My Toy (feat. Yasmin)          | 41                 |               | Still Waters |

## Albums

### Autres titres
- Iron Zombie
- Penelope Pitstop (sur Edges: A New French Electronic Generation, 2009)
- Shades Of Black, extrait de la compilation Let The Children Techno (Ed Banger - 2011).
- Make you mine
- Shiny Metal Dude
- Bagdad Gangbang
- Scientologue

### Mixes
- Breakbot's Heroes Mix
- Breakbot "TILT! Megamix"
- Dance On Glass Mix 03
- Valentine Mixtape
- Breakbot Annie Mac 5 Min Minimix
- Breakbot "Lazy Sunday Selecta"
- Breakbot opening set, Chromeo 'Night Falls Tour' (Toronto, Novembre 2011)
- Breakbot - Electronic session
- Breakbot - @ Beatport Studio Berlin
- Breakbot - Mixtape October 2012
- Breakbot & Irfane - Bedtime Stories
- Breakbot - Blue Wheels Journey
- Breakbot - Summermix From Le Mouv' (July 2014)
- Breakbot - Another Mixtape

### Remixes
| Artiste              | Titre                                       |
| -------------------- | ------------------------------------------- |
| Justice              | Let There Be Light                          |
| DatA                 | Aerius Light                                |
| Arrow!!!             | D.O.E.S                                     |
| Pacific!             | Runway To Elsewhere                         |
| Pacific!             | Hold Me                                     |
| Metronomy            | A Thing For Me                              |
| Late Of The Pier     | Bathroom Gurgle                             |
| Fatlip               | What's Up Fatlip?                           |
| Alb                  | Sweet Sensation                             |
| Digitalism           | Apollo-Gize                                 |
| ZZZ                  | Lion                                        |
| Evil Nine            | They Live!                                  |
| Van She              | Kelly                                       |
| Sneaky Sound System  | When We Were Young                          |
| Pnau                 | Baby                                        |
| Yuksek               | Extraball                                   |
| Röyksopp             | Happy Up Here                               |
| Sébastien Tellier    | Roche                                       |
| Séverin              | The Edge Of A Sunday                        |
| Jan Turkenburg       | In My Spaceship                             |
| Air                  | So Light Is Her Footfall                    |
| Kavinsky             | Nightcall                                   |
| Jamaica              | I Think I Like U 2                          |
| Matthew Dear         | You Put a Smell On Me                       |
| Aeroplane            | Without Lies                                |
| Charlotte Gainsbourg | Heaven Can Wait                             |
| MGMT                 | Siberian Breaks (Ed Banger All Stars Remix) |
| Chromeo              | When The Night Falls                        |
| Para One             | When The Night                              |
| Birdy Nam Nam        | Defiant Order                               |
| Phoenix              | Trying to be cool                           |
| Black Yaya           | Paint a Smile on Me                         |
| The Swiss            | Kiss to Kiss                                |
| Parcels              | Lightenup                                   |
| Lizzo                | Juice                                       |

Note : Breakbot a remixé le morceau That's the Reason de The Rakes, cependant il n'a pas été accepté à la publication et n'est par conséquent pas disponible à l'écoute.

## Distinctions
- Chevalier de l'ordre des Arts et des Lettres (2025)